# クリスチャーノ・マルセロ
クリスチャーノ・マルセロ（Cristiano Marcello、1977年12月3日 - ）は、ブラジルの男性柔術家、総合格闘家。リオデジャネイロ州リオデジャネイロ出身。CMシステム所属。ブラジリアン柔術四段。
シュートボクセ・アカデミーで柔術コーチを務め、グラウンドのテクニックを指導していた。

## 来歴
ヒクソン・グレイシーの自宅に2年間住み込み、グレイシー柔術の指導を受け、1999年ムンジアル茶帯レーヴィ級3位、2000年ムンジアル茶帯メジオ級3位などの実績を残した。
2005年12月31日、PRIDE 男祭り 2005にセコンドとして来日。試合後のバックステージでチャールズ・"クレイジー・ホース"・ベネットとシュートボクセ勢との間で乱闘事件が起こり、三角絞めでベネットを絞め落とした。
2006年8月26日、PRIDE初参戦となったPRIDE 武士道 -其の十二-で石田光洋と対戦し、0-3の判定負けを喫した。
2012年にUFCと契約したが、1勝3敗でリリースされた。

## 戦績
| 総合格闘技 戦績 | 総合格闘技 戦績 | 総合格闘技 戦績 | 総合格闘技 戦績 | 総合格闘技 戦績 | 総合格闘技 戦績 | 総合格闘技 戦績 |
| --------------- | --------------- | --------------- | --------------- | --------------- | --------------- | --------------- |
| 19 試合         | (T)KO           | 一本            | 判定            | その他          | 引き分け        | 無効試合        |
| 13 勝           | 2               | 9               | 2               | 0               | 0               | 0               |
| 6 敗            | 3               | 0               | 3               | 0               | 0               | 0               |

| 勝敗 | 対戦相手                         | 試合結果                   | 大会名                                            | 開催年月日     |
| ×    | ジョー・プロクター               | 5分3R終了 判定0-3          | UFC Fight Night: Machida vs. Mousasi              | 2014年2月15日  |
| ×    | 徳留一樹                         | 5分3R終了 判定0-3          | UFC on Fuel TV 8: Silva vs. Stann                 | 2013年3月3日   |
| ○    | レザ・マダディ                   | 5分3R終了 判定2-1          | UFC 153: Silva vs. Bonnar                         | 2012年10月13日 |
| ×    | サム・シシリア                   | 2R 2:53 KO（パウンド）     | The Ultimate Fighter 15 Finale                    | 2012年6月1日   |
| ○    | オリオール・ガセット             | 5分3R終了 判定2-0          | Nitrix Champion Fight 6 【NCFライト級王座決定戦】 | 2011年2月19日  |
| ○    | フレディ・トーレ                 | 1R 4:01 三角絞め           | Desert Force Championship 1                       | 2010年12月8日  |
| ○    | ギド・カネッティ                 | 1R 1:52 チョークスリーパー | Bitetti Combat 8: 100 Years of Corinthians        | 2010年12月4日  |
| ×    | アレハンドロ・ソラノ・ロドリゲス | 2R 2:58 TKO（パンチ連打）  | Bitetti Combat 7                                  | 2010年5月28日  |
| ○    | エミリアーノ・ヴァッティ         | 1R 1:05 腕ひしぎ十字固め   | Bitetti Combat 6                                  | 2010年2月25日  |
| ○    | ヘクター・ムニョス               | 1R 4:58 チョークスリーパー | Art of War 3                                      | 2007年9月1日   |
| ○    | デイブ・カプラン                 | 2R 2:37 三角絞め           | Fury FC 2: Final Combat                           | 2006年11月30日 |
| ×    | 石田光洋                         | 2R（10分/5分）終了 判定0-3 | PRIDE 武士道 -其の十二-                           | 2006年8月26日  |
| ○    | キム・ドヒョン                   | 1R 1:20 TKO（カット）      | MARS WORLD FIGHTING GP in SEOUL                   | 2006年4月29日  |
| ○    | ジャドソン・コスタ               | 1R 三角絞め                | Meca World Vale Tudo 7                            | 2002年11月8日  |
| ×    | ルイス・アゼレード               | 1R 8:30 TKO（膝蹴り）      | Meca World Vale Tudo 6                            | 2002年1月31日  |
| ○    | フェルナンド・アルメイダ         | 2R 5:00 チョークスリーパー | Brazilian Freestyle Circuit 2 【決勝】            | 1998年8月8日   |
| ○    | ヒカルド・コルンバ               | 1R 4:05 腕ひしぎ十字固め   | Brazilian Freestyle Circuit 2 【1回戦】           | 1998年8月8日   |
| ○    | レイ・ペレス                     | 3R 3:50 TKO（パンチ連打）  | Brazilian Freestyle Circuit 1 【決勝】            | 1998年4月25日  |
| ○    | アンデウソン・マグナム           | 1R 4:37 三角絞め           | Brazilian Freestyle Circuit 1 【1回戦】           | 1998年4月25日  |

## 獲得タイトル
- Brazilian Freestyle Circuit 1 優勝（1998年）
- Brazilian Freestyle Circuit 2 優勝（1998年）
- NCFライト級王座（2011年）